# De l'encre
De l'encre est une série télévisée de 3 épisodes de 26 minutes écrite et réalisée par Hamé et Ekoué, les leaders du groupe de rap La Rumeur. Elle a été diffusée le 15 juin 2011 sur Canal+.

## Synopsis
Drame musical dans le milieu du rap et du music business, dans lequel Nejma accepte d'écrire pour un artiste commercial aux antipodes du rap authentique.

## Distribution
- Karine Guignard : Nejma
- Reda Kateb : Romuald
- Béatrice Dalle : Mathilde
- Slimane Dazi : Arezki
- Malik Issolah : Pat
- Frédéric Pellegeay : Thierry de Meyrand
- Keita Bakari : Bak
- Hocine Choutri : Paco
- Yassine Azzouz : Diomède
- Claudine ACS : Irène